# 10a Divisió (Exèrcit Popular de la República)
La 10a Divisió va ser una de les divisions de l'Exèrcit Popular de la República que es van organitzar durant la Guerra Civil espanyola sobre la base de les Brigades Mixtes. Va estar desplegada en els fronts de Madrid, Extremadura i Llevant.

## Historial
Creada originalment el gener de 1937, sota el comandament de José María Galán Rodríguez, a l'abril va ser canviada de nom com la 34a Divisió.
L'anomenada Divisió «A», creada en la primavera de 1937, prendria la seva denominació.
El juliol del 1937, sota el comandament de José María Enciso i integrada en el XVIII Cos d'Exèrcit, va intervenir en la batalla de Brunete. Les forces de la 10a Divisió van trencar les línies enemigues i va voltar Villanueva del Pardillo, on va continuar resistint una guarnició de forces franquistes. La població finalment va caure la matinada de l'11 de juliol. Les forces d'Enciso també van atacar la 12a Divisió franquista del coronel Asensio Cabanillas, les forces del qual defensaven el Vèrtex de la Mocha; les tropes franquistes van ser expulsades del Vèrtex i es van retirar als afores de Boadilla. Després del final de la batalla de Brunete la divisió, molt desgastada, va passar a rereguarda i va quedar incorporada a la VI Cos d'Exèrcit. Amb posterioritat el comandament de la unitat va recaure en el major de milícies Víctor de Frutos.
La 10a Divisió va romandre inactiva durant molts mesos, fins que el juny de 1938 —reorganitzada amb noves brigades mixtes— va ser enviada al front d'Extremadura, on va tractar de rebutjar l'ofensiva franquista en aquell sector. Posteriorment va ser enviada al front de Llevant, on va romandre en reserva.
El gener de 1939 va tornar al front d'Extremadura —integrada en el XXII Cos d'Exèrcit—, on va participar en la batalla de Peñarroya. Va donar suport a la 47a Divisió, que va avançar sense oposició fins a prendre La Granjuela. Situada en la sierra Tejonera, la 10a Divisió va avançar i va començar l'encerclament del turó Mulva, al sud de la Granjuela. L'assalt al turó Mulva, encapçalat per la 223a Brigada Mixta, va fracassar. Posteriorment va tractar de reforçar les seves posicions en les serres Noria, el Perú i els contraforts de Tejonera.
Al març de 1939 forces de la 10a Divisió (especialment la 206a Brigada mixta) van participar en la supressió de la revolta de Cartagena.

## Comandaments
Comandants
- tinent coronel de carabiners José María Galán Rodríguez;[12]
- comandant d'infanteria José María Enciso Madolell;
- major de milícies Víctor de Frutos Boudevin;[13][14]

Comissaris
- José Climent Pastor del PSUC/PCE;
- Luis Iglesias Ansani, del PSOE;[15]

Caps d'Estat Major
- comandant d'infanteria Demetrio Ortega Ferrer;
- major de milícies Antonio Sempere Colomina;

## Ordre de batalla
| Data                 | Cos d'Exèrcit adscrit | Brigades Mixtes integrades | Front de batalla |
| -------------------- | --------------------- | -------------------------- | ---------------- |
| Gener de 1937        | I Cos d'Exèrcit       | 3a i 35a                   | Centre           |
| Març de 1937         | I Cos d'Exèrcit       | 3a, 31a i 35a              | Centre           |
| Març-abril de 1937   | I Cos d'Exèrcit       | 10a, 2a i 3a               | Centre           |
| Juliol de 1937       | XVIII Cos d'Exèrcit   | 2a i 111a                  | Brunete          |
| 10 d'agost de 1937   | VI Cos d'Exèrcit      | 2a, 7a i 111a              | Centre           |
| 30 de maig de 1938   | XXI Cos d'Exèrcit     | 206a, 207a i 208a          | —                |
| Juny de 1938         | XXI Cos d'Exèrcit     | 206a i 207a                | Extremadura      |
| Juliol-Agost de 1938 | XXI Cos d'Exèrcit     | 206a, 207a i 223a          | Llevant          |